# Mendaro
Mendaro ist ein Dorf und eine Gemeinde in der Provinz Gipuzkoa im spanischen Baskenland. Sie hat 2.004 Einwohner (Stand: 2024). Die Ortschaften Azpilgoeta, Garagarza und Mendarozábal bilden den gemeinsamen Gemeindekern.

## Geografie
Mendaro liegt etwa 60 Kilometer östlich von Bilbao und etwa 55 Kilometer westsüdwestlich von Donostia-San Sebastián in einer Höhe von ca. 30 m am Deba. Durch die Gemeinde führen die hier auf gleicher Strecke verlaufenden Autopista AP-1 und Autopista AP-8.

## Geschichte
1983 wurde Mendaro aus den Gemeinden Mutriku, Deba und Elgoibar herausgelöst und eigenständig.

## Bevölkerungsentwicklung
| 1986 | 1991 | 2001 | 2011 | 2021 |
| ---- | ---- | ---- | ---- | ---- |
| 1584 | 1453 | 1417 | 1929 | 1983 |

## Sehenswürdigkeiten
- Kirche Mariä Himmelfahrt

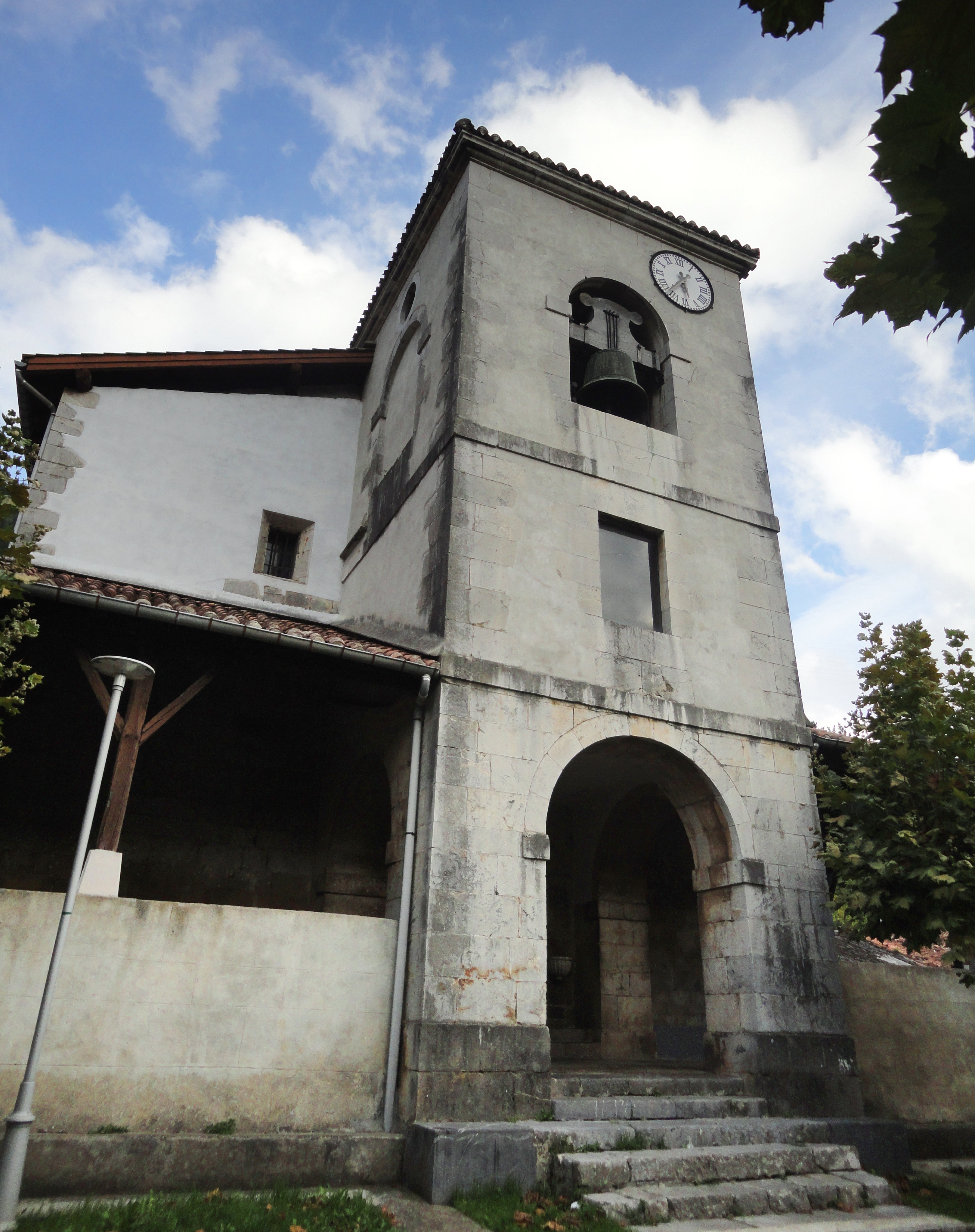
Kirche der Unbefleckten Empfängnis
- Trinitätskapelle

- Kirche der Unbefleckten Empfängnis

## Persönlichkeiten
- Maite Maiora (* 1980), Sky- und Trailrunnerin, Weltmeisterin 2016
- Iban Zubiaurre (* 1983), Fußballspieler